# ケロウナ国際空港
ケロウナ国際空港（ケロウナこくさいくうこう、英: Kelowna International Airport）は、カナダブリティッシュコロンビア州ケロウナの国際空港である。市街地中心部から北へ10km程の距離に位置する。2019年の旅客数は203万人だった。
カルガリー、エドモントン、トロント、バンクーバー、ビクトリア、ロサンゼルス、シアトルへの定期直行便が就航しており、季節によっては、ハワイ、ラスベガス、メキシコやヨーロッパへの直行便も出ている。

## 就航路線
| 航空会社                     | 就航地 |
| ---------------------------- | --- |
| ウエストジェット航空         | カルガリー、エドモントン、トロント、バンクーバー 季節運航 : カンクン 、ラスベガス、プエルトバヤルタ、フェニックス、ロスカボス、ロサンゼルス |
| ウエストジェット・アンコール | エドモントン、バンクーバー、ビクトリア、フォートマクマレー                                                                                  |
| エア・カナダ                 | トロント、バンクーバー |
| エアカナダ・エクスプレス     | カルガリー、バンクーバー |
| フレア航空                   | カルガリー、エドモントン、オタワ、バンクーバー、ビクトリア                                                                                  |
| リンクス航空                 | カルガリー、バンクーバー、 |
| Swoop航空                    | エドモントン 季節運航 : アボッツフォード、ハミルトン、トロント、ウィニペグ                                                                  |
| エア・ノース                 | ホワイトホース、バンクーバー |
| カナディアンノース航空       | 季節運航 : カムループス、バンクーバー |
| セントラル・マウンテン・エア | プリンスジョージ、バンクーバー |
| パシフィック・コースタル航空 | クランブルック、ビクトリア |
| ユナイテッド・エクスプレス   | ロサンゼルス |
| アラスカ航空                 | シアトル |

## 交通アクセス
空港からケロウナの中心部へ路線バス（ケロウナ地域交通システム運営）を使う場合は、23番（Lake Country）または90番（North Okanagan Connector）バスに乗り、ブリティッシュコロンビア大学で乗り換える必要がある。23番バスの運行間隔は平日でも15～30分間隔であり、夕方や休日には空港を経由しない。90番バスは、平日のラッシュアワーのみ運行する。休日は、私営のシャトルバスやタクシー等を利用する必要がある。